# Marco Platania
Marco Platania (Milano, 6 maggio 1973) è un ex rugbista a 15 e dirigente d'azienda italiano.

## Biografia
Figlio d'arte (il padre Davide militò nell'Amatori Milano) iniziò a giocare all'età di otto anni nelle giovanili dello stesso club paterno.
Debuttante in prima squadra nel 1991, con tale club militò 1998, vincendo tre scudetti e una Coppa Italia; successivamente fu all'Amatori & Calvisano quando quest'ultimo rilevò il titolo sportivo dell'Amatori e ivi rimase fino al 2001; laureatosi in ingegneria, scelse di non passare professionista per intraprendere la carriera di dirigente d'azienda.
Con la Nazionale maggiore disputò 4 incontri, con 2 mete, tra il 1994 e il 1996 e fu inserito da Georges Coste nella rosa per la Coppa del Mondo di rugby 1995 in Sudafrica, nel corso della quale tuttavia non fu mai schierato.
Fu presidente della sezione Sport della Compagnia delle Opere, incarico ricoperto dal 2008 al 2013.

## Palmarès
- Campionati italiani: 3
Milan: 1992-93; 1994-95; 1995-96
- Coppe Italia: 1
Milan: 1994-95